# Troglohyphantes thaleri
Troglohyphantes thaleri este o specie de păianjeni din genul Troglohyphantes, familia Linyphiidae, descrisă de Miller și Polenec, 1975. Conform Catalogue of Life specia Troglohyphantes thaleri nu are subspecii cunoscute.